# Eufrasio López de Rojas
Eufrasio López de Rojas (n. Andújar; 1628 - f. Jaén; diciembre de 1684) fue un arquitecto español.

## Biografía
Nació en una familia de canteros. Tras realizar su aprendizaje con Juan de Aranda Salazar en Jaén, se casó con María Martínez del Castillo, de familia también de canteros.
Fue nombrado maestro mayor de la Catedral de Granada en el año 1666, estando poco tiempo en ese puesto, ya que volvió a Jaén al ser nombrado también maestro mayor para trabajar en su Catedral; siendo su fachada la obra por la que es más conocido.
En 1679 ejecutó el coro y la traza de la torre de la iglesia de San Juan Evangelista de Mancha Real.
En Linares realizó la fachada principal de la iglesia de San Francisco y en Baeza la portada de la parroquia de San Pablo. En Jódar finalizó en 1661 la torre de la iglesia de la Asunción, que tenía diseño de Juan de Aranda Salazar.
Fue enterrado, según pidió en su testamento, en el convento de las Carmelitas Descalzas de Jaén, junto al altar de San José.
- Datos: Q3781278
- Multimedia: Eufrasio López de Rojas / Q3781278